# Барза (Вилча)
Барза (рум. Barza) — село у повіті Вилча в Румунії. Входить до складу комуни Будешть.
Село розташоване на відстані 152 км на північний захід від Бухареста, 6 км на південь від Римніку-Вилчі, 91 км на північний схід від Крайови, 118 км на південний захід від Брашова.

## Населення
За даними перепису населення 2002 року у селі проживали 989 осіб, усі — румуни. Усі жителі села рідною мовою назвали румунську.